# De se
Nella filosofia, la locuzione latina De se ("di sé") è un'espressione usata per delineare quella che alcuni considerano una categoria di attribuzione distinta dal de dicto e de re. Essi sono atteggiamenti proposizionali, stati mentali tenuti da un agente nei confronti di una proposizione. Il de se si verifica quando un agente mantiene uno stato mentale nei confronti di una proposizione che lo riguarda personalmente, essendo consapevole di ciò.

## Descrizione
Una frase del tipo: "Pietro pensa di essere pallido", dove il pronome implicito "egli" intende riferirsi a Pietro, è ambigua in un modo non visibile all’interno della distinzione de dicto / de re. Una frase del genere potrebbe significare che Pietro ha il seguente pensiero: "Sono pallido". E in tale caso è consapevole che La proposizione lo riguarda personalmente.
In alternativa, Pietro potrebbe avere il seguente pensiero: "è pallido", laddove capita che il pronome "egli" si riferisca a Pietro, ma Pietro ne è ignaro.
La prima accezione esprime una credenza de se, mentre la seconda no.
Questa nozione è stata ampiamente discussa non solo nella letteratura filosofica, ma anche nella letteratura linguistica teorica, dal momento che alcuni fenomeni linguistici sono chiaramente sensibili a questa nozione.
L'articolo di David Lewis del 1979 intitolato Attitudes De Dicto and De Se diede piena vita all'argomento e la sua espressione si basava fortemente sulla sua teoria distintiva dei mondi possibili.
Tuttavia, le discussioni su questo argomento ebbero origine dalla scoperta da parte di Hector-Neri Castañeda di ciò che lui chiamava quasi indexicals (o "quasi-indicatori"). Secondo Castañeda, l'oratore della frase "Maria crede di essere lei stessa la vincitrice" usa il quasi-indicatore “lei stessa” (spesso scritto “lei∗”) per esprimere il riferimento in prima persona da parte di Maria a se stessa (cioè a Maria). Quella frase sarebbe il modo in cui l'oratore descrive la proposizione che Maria avrebbe espresso senza ambiguità in prima persona con "Io sono la vincitrice".
Un caso più chiaro può essere illustrato con un ulteriore esempio. Si immagini la seguente situazione: Pietro, che si candida alla carica, è ubriaco. Sta guardando un'intervista di un candidato in TV, senza rendersi conto che questo candidato è lui stesso. Piacendogli quello che sente, dice: "Spero che questo candidato venga eletto". Avendo assistito a ciò, si possono riferire in modo veritiero le speranze di Pietro dicendo: "Pietro spera che venga eletto", dove "egli" si riferisce a Pietro, poiché "questo candidato" si riferisce proprio a Pietro. Tuttavia, non si possono affermare le attese di Pietro dicendo: "Pietro spera di essere eletto". Quest'ultima frase è appropriata solo se Pietro avesse una speranza de se, cioè una speranza affermata in prima persona (come se avesse detto "spero di essere eletto"), cosa che in questo caso non accade.
Lo studio della nozione di credenza de se include quindi quella dei quasi-indicizzati, la teoria linguistica della logoforicità e dei pronomi logoforici. e la teoria linguistica e letteraria del discorso indiretto libero.